# Paranticoma antarctica
Paranticoma antarctica är en rundmaskart som beskrevs av Mawson 1956. Paranticoma antarctica ingår i släktet Paranticoma och familjen Anticomidae. Inga underarter finns listade i Catalogue of Life.